# Börnichen (Oederan)
Börnichen ist ein Ortsteil der sächsischen Stadt Oederan im Landkreis Mittelsachsen.

## Geographie

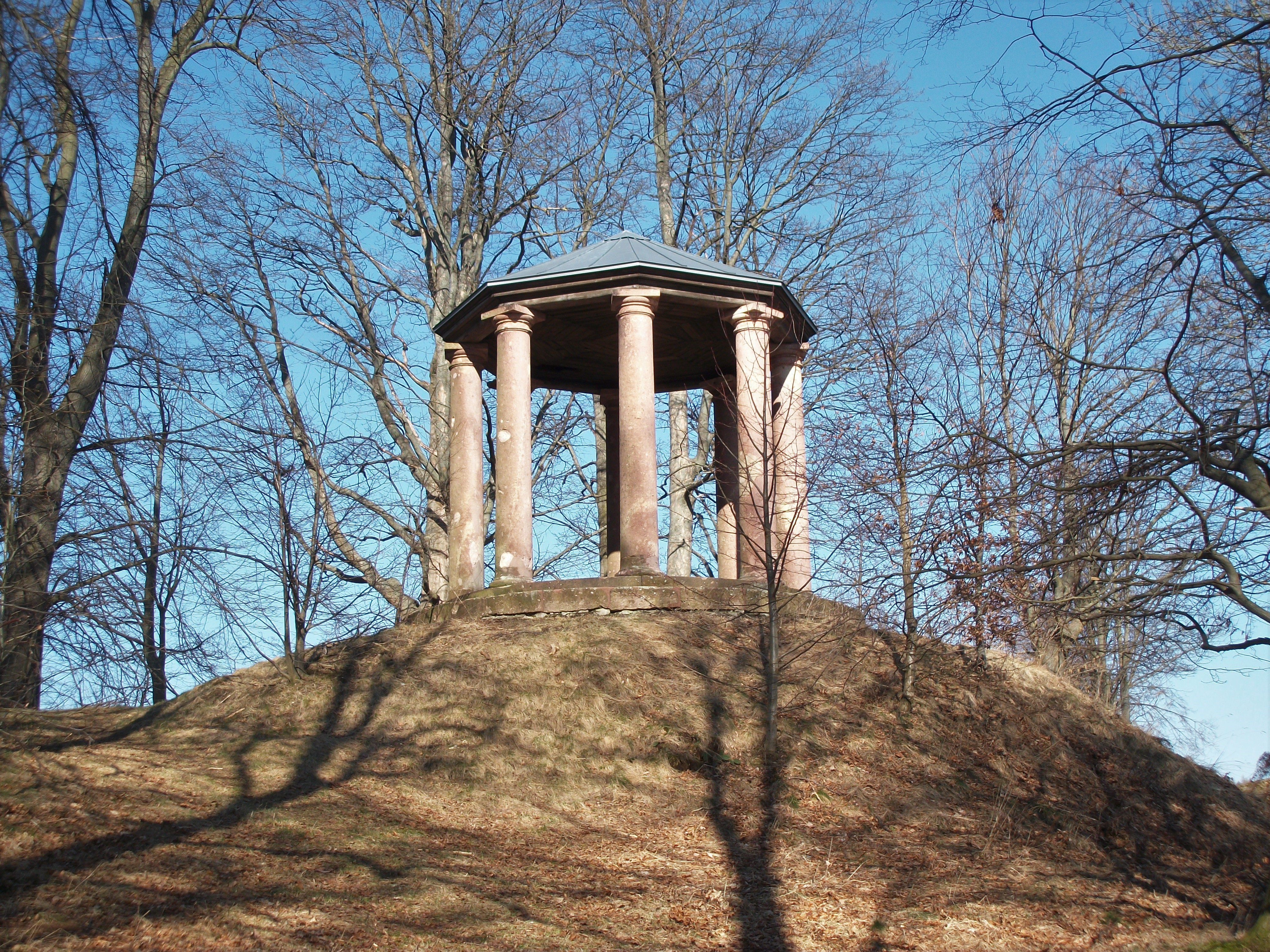
Pavillon im Rittergutspark Börnichen (Oederan)

Börnichen liegt etwa 17 Kilometer ostnordöstlich der sächsischen Großstadt Chemnitz. Nördlich des Orts befindet sich die Udohöhe.
Nachbarorte von Börnichen sind Hartha und Memmendorf im Nordosten, Oederan im Südosten, Breitenau im Süden, Hetzdorf und Falkenau im Südwesten sowie Schönerstadt im Nordwesten.

## Geschichte
Die erste belegte Ortsnamenform datiert von 1378 als Bornichen. Die Geschichte des Ortes ist eng mit dem hiesigen Rittergut und seinen Besitzern verknüpft. 1437 wurde Hansen von Erdmannsdorf durch Herzog Friedrich II. mit Börnichen belehnt.
Mitte des 15. Jahrhunderts befand sich Rittergut und Dorf im Besitz der Familie von Rechenberg. 1478 wurden sie als Teil des Leibgedinges der Barbara von Rechenberg erwähnt. Ihre Heirat mit Kaspar von Schönberg überführte Rittergut und Dorf in Familieneigentum.

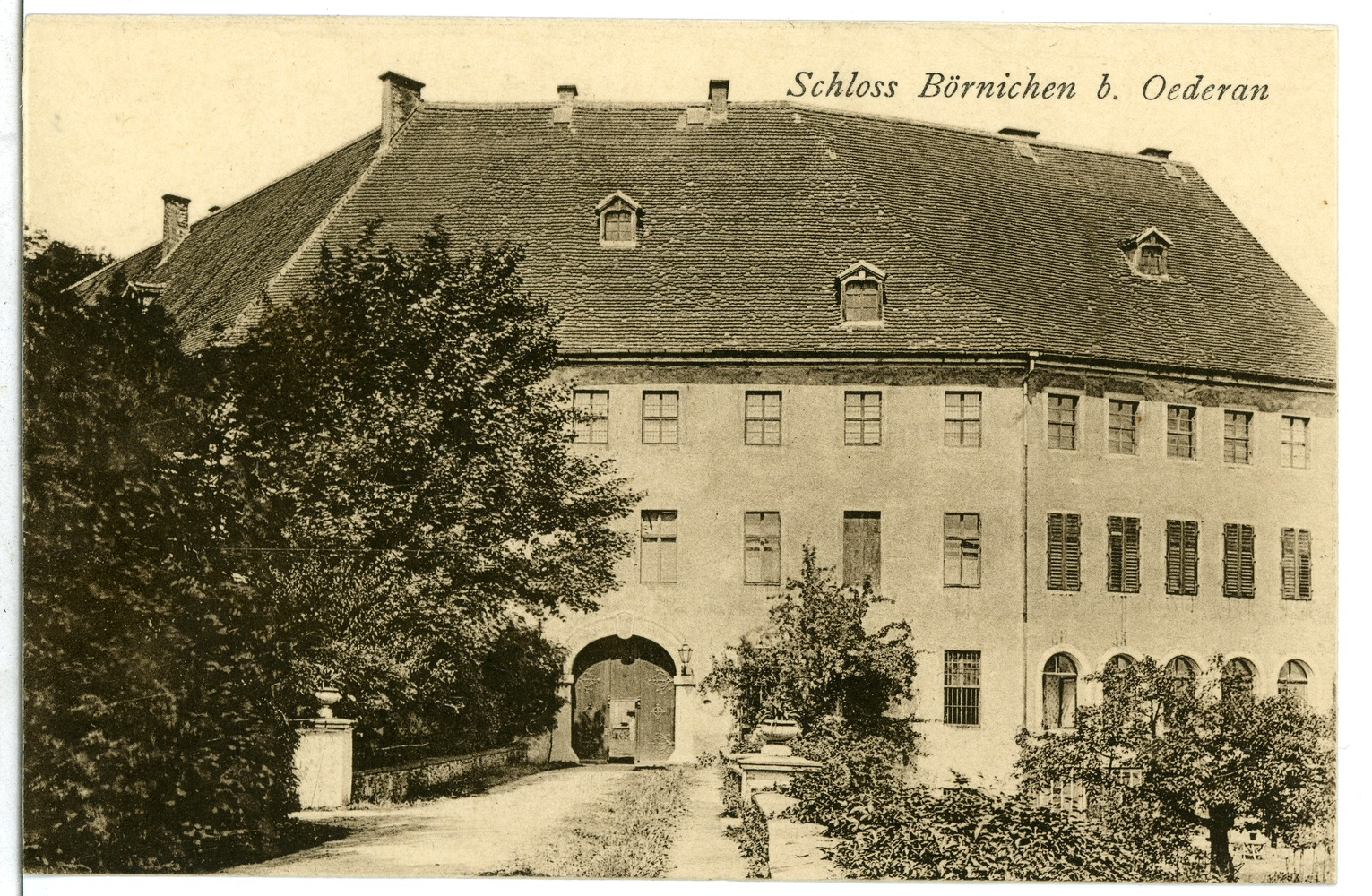
Schloß Börnichen
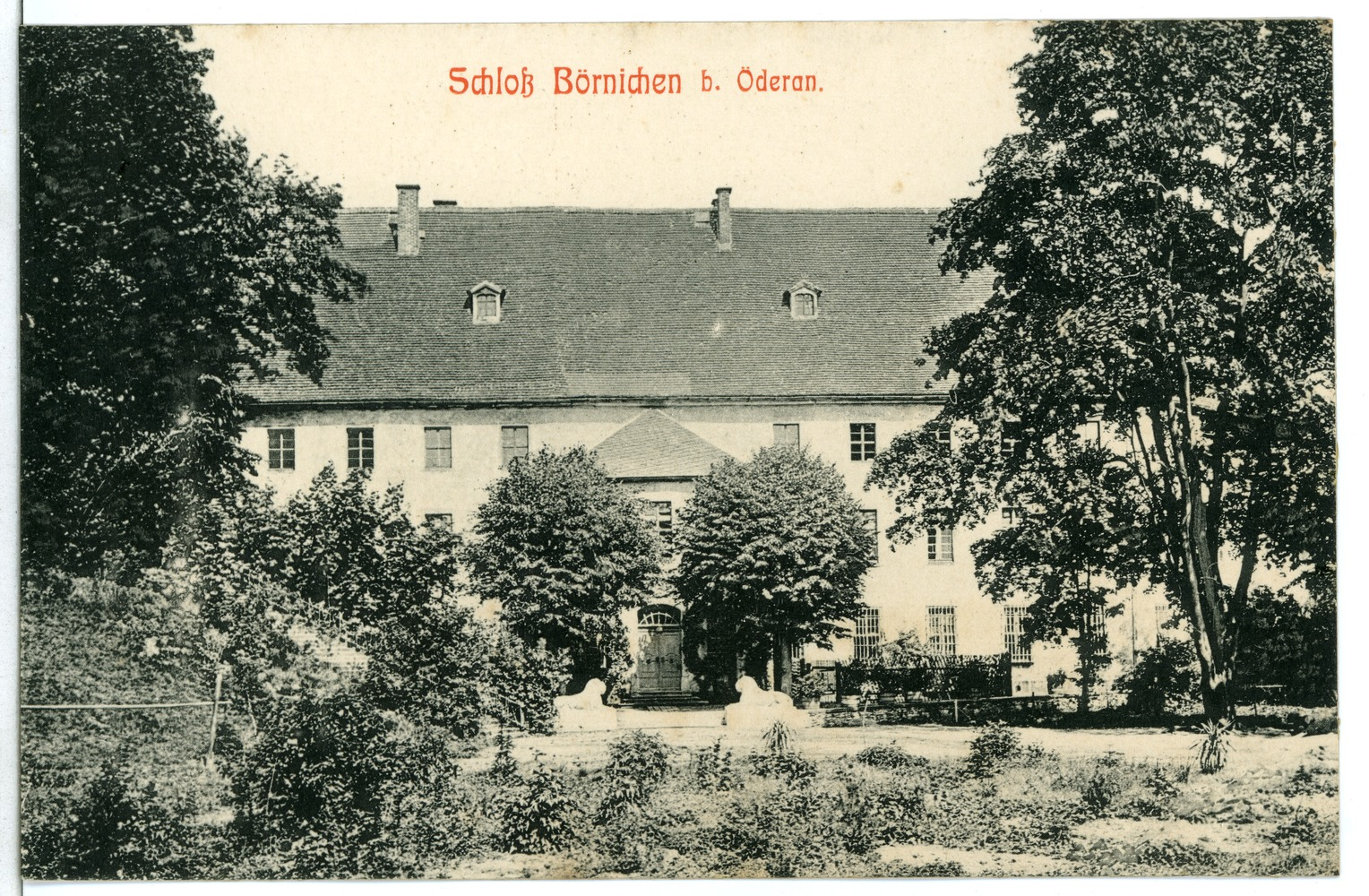
Schloß Börnichen
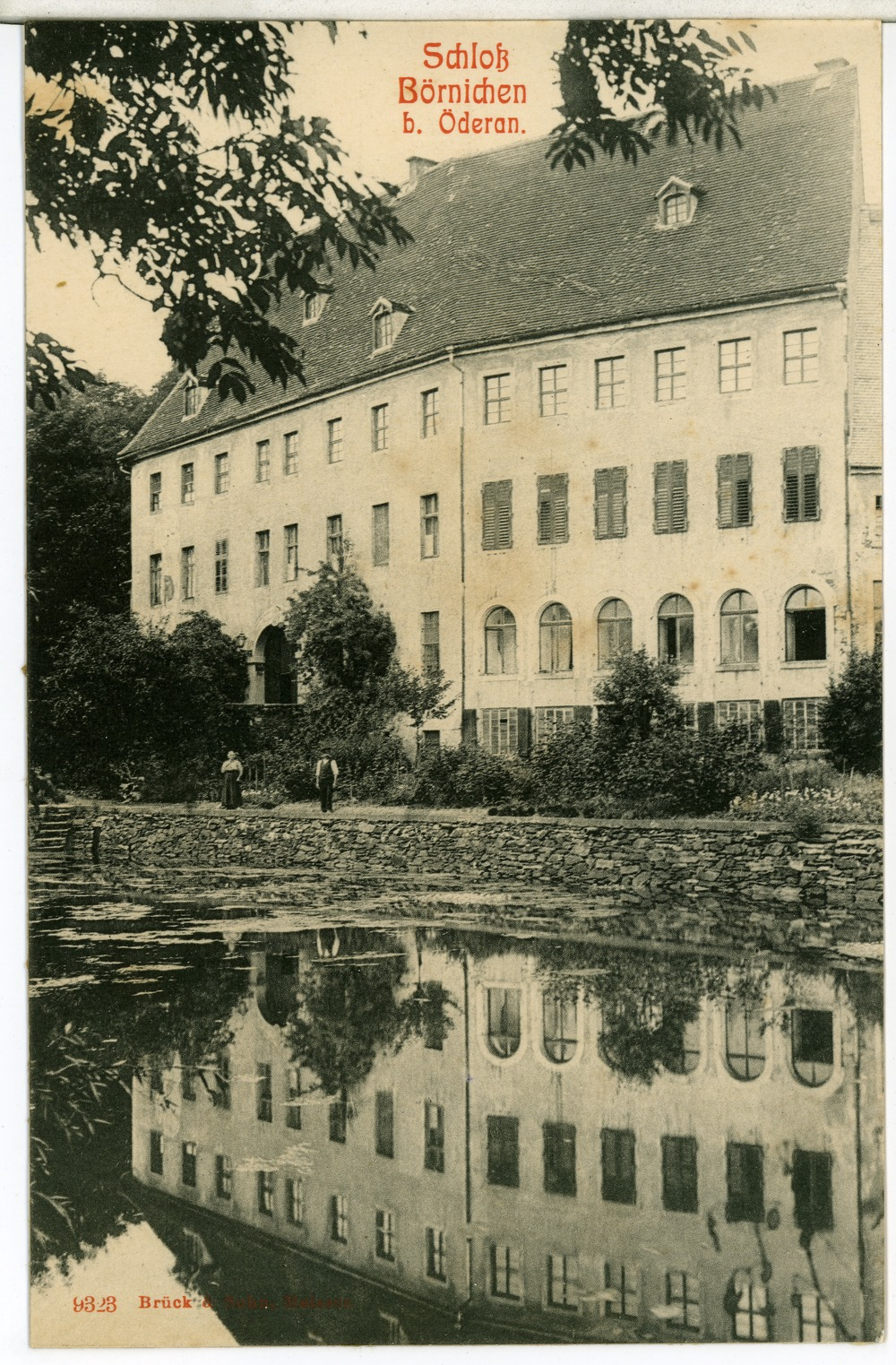
Schloß Börnichen

August Schumann nennt 1814 im Staats-, Post- und Zeitungslexikon von Sachsen Börnichen betreffend u. a.:

„Hier befindet sich ein altschriftsässiges Rittergut mit einer beträchtlichen Schäferei, einem schönen Schlosse und einem großen Garten mit geschmackvollen Anlagen und vielen ausländischen Gewächsen. Das Dorf hat 9 Baueren, 3 Gärtner, und 16 Häusler.
Zu dem Rittergute gehören schriftsässig die Dörfer Hartha bei Memmendorf, Memmendorf selbst, Schönerstadt und in allem 1111 Einwohner.“

Das Rittergut und Schloss betreffend ergänzt Albert Schiffner 1827 u. a.:
Zudem gehörte eine 14 Teiche umfassende Fischzucht zur Gutswirtschaft. Die Gerichtsbarkeit des Rittergutsbesitzers währte bis in die 1840er Jahre.
Nach dem Ersten Weltkrieg dienten Räumlichkeiten des Schlosses unterschiedlichsten Zwecken. Am 11. April 1925 eröffnete die „Höhere Technische Lehranstalt Oederan“, am 20. Juni 1933 wurde ein Arbeitsdienstlager des Stahlhelms eingerichtet. Vom 28. Juni bis 9. Juli 1936 war die Abteilung 3/160 „Heinrich Gutsche“ des Reichsarbeitsdienstes kurzzeitig hier stationiert.
Im Zuge der Bodenreform nach dem Zweiten Weltkrieg wurden 38 Neubauernstellen geschaffen. In diesem Zusammenhang entstanden in ehemaligen Wirtschaftsgebäuden sowie aus Abbruchmaterial des Herrenhauses 15 neue Gehöfte mit je 7 bis 8 ha Land. Die Wirtschaftsstruktur des Ortes wurde zu DDR-Zeiten von der LPG „Neues Deutschland“ bestimmt, die landwirtschaftlichen Flächen wurden von der KAP Oederan bestellt.
Am 1. Januar 1974 wurde Börnichen nach Oederan eingemeindet.

## Entwicklung der Einwohnerzahl
| Jahr | Einwohnerzahl                                                  |
| ---- | -------------------------------------------------------------- |
| 1551 | 10 besessene Mann, 1 Gärtner, 3 Häusler, 26 Inwohner, 14 Hufen |
| 1764 | 10 besessene Mann, 16 Häusler, 11 ½ Hufen                      |
| 1834 | 358                                                            |
| 1871 | 365                                                            |

| Jahr | Einwohnerzahl |
| ---- | ------------- |
| 1890 | 336           |
| 1910 | 350           |
| 1925 | 382           |
| 1939 | 332           |

| Jahr | Einwohnerzahl |
| ---- | ------------- |
| 1946 | 450           |
| 1950 | 411           |
| 1964 | 368           |